# ゲリ・ラウバル
ゲリー・ラウバルことアンゲラ・マリーア・ラウバル（Angela Maria "Geli" Raubal, 1908年6月4日 - 1931年9月18日）は、アドルフ・ヒトラーの異母姉アンゲラ・ヒトラーの娘（第2子）で、ヒトラーの姪にあたる。
ゲリーは「天使」を意味する女性名アンゲラの指小形アンゲリーカ（Angelika）を省略した愛称である。当時のドイツ語圏では長男長女に父母の名をそのまま付けて、普段は子供の方を「小さい方の○○」を意味する指小形で呼ぶ習慣があり、この場合は父の名を継いだ兄のレーオ共々母の名であるアンゲラと名付けられたとみるのが妥当である。しかし指小形や愛称形を本名とする例もあり、また愛称として広まっているゲリーとの関連により文献によってはアンゲリーカを本名とするものもある。

## 略歴
1908年、ゲリーはレーオ・ラウバルとアンゲラ・ヒトラーの娘（第2子）としてオーストリアのリンツで生まれた。兄のレーオ、妹のエルフリーデ（Elfriede, 愛称フリードル（Friedl））の三人兄妹であった。8歳の時に父親が死亡し、母親の手で育てられることになった。その後、母親がヒトラーの身の回りを世話するようになったため、ゲリーは叔父と緊密な生活を送ることになる。1928年にはヒトラーが別荘ベルクホーフを入手すると、ゲリーは母アンゲラ、妹フリードルとともに住居するようになった。

## 人物
ゲリーに関する証言は関係者の間でさまざまである。ルドルフ・ヘス夫人イルゼは「取り立てて美人というのではないが」「いわゆるウィーン風の魅力を備えていた」と評したが、党の海外広報部長エルンスト・ハンフシュテングルは「頭の空っぽなお転婆娘、下女のように粗野で、頭も悪いし人柄も良くない」と酷評した。一方で妻のエルナ・ハンフシュテングルは「感じの良い、とても真面目な子」と感じており、ナチ党のお抱え写真家であったハインリヒ・ホフマンも「天真爛漫な立居振る舞いですべての人の心をとりこにするかわいい娘」と好意的な評価をしている。一方でホフマンの娘ヘンリエッテは「粗野で、挑発的で、向こう気が強い」としているが、「抗し難い魅力を持った」人物と評している。
第二次世界大戦後、ゲリーの従兄弟であるウィリアム・パトリック・ヒトラーはオーバーザルツベルクで初めて彼女を見た印象を「若い娘というより、子供のようだった。美しいわけではないが、人を惹きつける自然な魅力があった。普段は帽子を被らないで外に出たり、プリーツスカートに白ブラウスというような普通の服を着ていた。叔父であるヒトラーからもらった金の鉤十字以外は宝石らしきものは身に着けることも無かった」と証言した。
ゲリーは若い女性らしく行動的な性格であり、映画やオペラやショッピングを好んだ。しかし叔父のヒトラーがナチ党のリーダーとして力を得ると共に、ヒトラーはゲリーを束縛するようになる。友人とさえも自由に行動することを許さず、ヒトラー自身か信用できる者を常に彼女の傍につけさせた。また、ヒトラー自身が付き添う事もあり、ウインドウショッピングをするゲリーに待たされることもあった。
そうしたヒトラーの束縛とは反対に、ゲリーは自由奔放に振舞った。1931年夏、当時運転手であったエーミル・モリース（親衛隊指導者）と親しい関係になり、ひそかに婚約した。これを知ったヒトラーは激怒して不忠をなじり、モリースは解雇された（ゲリーの没後に再雇用、和解の後に昇級した）。

## ヒトラーとゲリの関係
ヒトラーはホフマンに対して「私は姪のゲリーを愛している、だが彼女との結婚は望めない」と語っているように、縁戚関係を超えた愛情を注いでいたことは周囲の人物が一致して述べているが、具体的にどの程度の関係であったかは明らかになっていない。家政婦のヴィンター夫人は、ゲリーが「ヒトラー夫人になることを望んでいた」としながらも、彼女が惚れっぽい性格であったともしている。
後にヒトラーは秘書クリスタ・シュレーダーに、恋人のエーファ・ブラウンと結婚しないのかと聞かれ、「エーファは好ましい女性だ。しかし、私の生涯で本当に情熱をかき立てさせられたのは、ゲリーだけだ。エーファとの結婚は考えられない。生涯を結びつけることができる女性は、ただ一人、ゲリーだけだった。」と答えている。この言葉をシュレーダーはエーファに告げたものの、特に反応はなかったという。

## 突然の死
1931年9月にはオーストリア人の画家と交際するようになったが、ヒトラーは姉アンゲラと協力し、二人を別れさせた。9月半ば、ゲリーがウィーンに行って間もなくすると、ヒトラーからミュンヘンにあるアパートに帰ってくるように命じられた。しかしゲリーが帰ってくると、ヒトラーはニュルンベルクでの幹部会のためにすぐ出発することになっていた。「それでは帰ってきても何にもならない」とゲリーは激怒した。
9月17日、ヒトラーとゲリーは二人だけの昼食の席で激しい口論をした。ゲリーは明らかに興奮しており、ヒトラーがニュルンベルクに向かうために出発した後、「私と叔父さんとの間には共通点が何もないわ」と家政婦に告げた。この後、家政婦の一人アンニ・ヴィンター夫人はゲリーが紙を4つに破く姿を目撃した。ヴィンター夫人があとで紙を繋ぎ合わせてみると、それはエーファ・ブラウンからヒトラーへのラブレターであった。ゲリーは邪魔をしないようにと言い残すと、部屋に閉じこもった。ヴィンター夫人は帰宅し、もう一人の家政婦ライヒェルト夫人とその娘が宿泊した。夜中、ライヒェルト夫人は何か鈍い物音を聞いたが、気にせずそのまま就寝した。
翌9月18日の朝、起きてこないゲリを心配したライヒェルト夫人は、マックス・アマンに呼んでもらった錠前屋にカギを外させて中に入った。そこで夫人が見たものは、胸から血を流して倒れていたゲリーと、傍らに転がる拳銃であった。弾丸は心臓を貫通しており、すでに死亡していた。その頃ヒトラーは、ホフマンとともに自動車でニュルンベルクに向かっていたが、ホテルのメッセンジャーボーイが「ホテルに電話が入っている」と連絡してきたため、ホテルに戻った。ホテルに電話をかけてきたのはアマンから連絡を受けたルドルフ・ヘスであり、ゲリーの異変を告げた。ヒトラーらは猛スピードでミュンヘンに戻ったが、すでに遺体は警察によって運び出されていた。

## 死にまつわる論議
ゲリーは遺書を残しておらず、またヒトラーが有名な政治家であったために、9月20日に新聞がゲリーの死を報じ出すと、様々な解釈が行われた。ミュンヒナー新報は「歌手としての自信を喪失したための自殺」と推測した」。ドイツ社会民主党系の日刊紙ミュンヒナー・ポスト紙はゲリーとヒトラーが頻繁に口論しており、ゲリーの遺体には複数の打撲痕があり「鼻が折られていた」という長い記事を掲載している。ヒトラーの側近者達は「夜中に物音を聞いて慌てて胸を撃った」か、「拳銃の手入れ中に暴発した」事故であると主張した。
エヴァ・ブラウンは後にヒトラーから聞いた話として、「ゲリーは胸を撃ったのではなく、布で包んだ銃を口に入れて発射した」と記録している。またヒトラーの異母兄アーロイス・ヒトラーの妻であり、ウィリアム・パトリックの母親ブリジット・ダウリングは、ゲリがリンツのユダヤ人芸術家と交際して妊娠したので自殺したと述べている。ただしこの妊娠説はヒトラーの又従兄弟に当たるハンス・ヒトラーが否定している。また、当時のバイエルン州法相フランツ・ギュルトナーはヒトラーの支持者であったために、彼が真相を隠蔽したのだという噂も流れた。しかし、ニュルンベルクに向かっていたヒトラー自身にはアリバイがあった上、殺害場所にヒトラーのアパートを選ぶのはあまりに不自然であるとして、トーランドや児島襄は自殺と結論している。

## ヒトラーへの影響
事件当日は土曜日であったため、新聞記事になるのはまだ先であったが、すでにヒトラーがゲリーを殺したなどの様々な噂が流れていた。テゲルンゼーにあるアドルフ・ミュラーの別荘に姿を隠したヒトラーは目に見えて憔悴しており、ハンス・フランクに「恐るべき中傷キャンペーンに葬り去られるかと思うと、もう新聞も読む気がしない。以後政治から足を洗って、公の場には顔を出さないようにしたい。」と告げるほどであった。側近の運転手ユリウス・シュレックは自殺を防ぐためにヒトラーの拳銃を隠した。失意のヒトラーは食事も取らず2日間もうろつき回った。この間にフランクが、新聞のキャンペーンを中止させるための措置をとった。
9月20日、ゲリーの埋葬がウィーンで行われた。ヒトラーはオーストリア政府に入国を禁止されていたため、葬儀に参列できなかった。近親者のほかエルンスト・レーム、ハインリヒ・ヒムラー、ミューラーらが立ち会った。しかしその日の深夜、ヒトラーは密かに自動車でオーストリアに密入国し、ゲリーの墓に参った。その後、ヒトラーは再び政治について語りだし、1933年までに政権を取ると決意を示した。ヘルマン・ゲーリングら党幹部は「我が総統の胸はドイツで充満している。一人の女の死の痕跡が占める余地はない」と安堵したが、一両日後の朝、朝食の席でヒトラーはハムを食べることを「いわば死体を食べるようなものだ！」と言い、拒否した。以降の彼は、レバーダンプリングのほかは一切の肉を食べることを拒否した。
若かりし頃のヒトラーには、芸術家になる希望があり、政界に入った後も思い出したように絵を描くことがあった。現存する彼のヌードスケッチのうち、少なくとも一つはゲリーをモデルとしたものである。